# Медаль Пушкіна
Медаль Пушкіна (рос. медаль Пушкина) — державна нагорода Російської Федерації.

## Історія нагороди
- 9 травня 1999 року указом Президента Російської Федерації Б. Н. Єльцина «Про заснування медалі Пушкіна»[1] на відзнаку 200-річчя з дня народження О. С. Пушкіна була заснована медаль Пушкіна.
- Указом Президента Російської Федерації від 7 вересня 2010 року № 1099 «Про заходи щодо вдосконалення державної нагородної системи Російської Федерації»[2] затверджені нині діючі положення та опис медалі.
- Указом Президента Російської Федерації від 16 грудня 2011 року № 1631 «Про внесення змін до деяких актів Президента Російської Федерації»[3] до статуту та опису медалі були внесені зміни, якими додатково запроваджується мініатюрна копія медалі.
- 19 лютого у Кремлі Володимир Путін нагородив медаллю Пушкіна українських депутатів Сергія Ківалова і Вадима Колесніченка, авторів проекту закону «Про засади державної мовної політики» (неофіційно відомий як закон Колесніченка-Ківалова або «мовний закон»), котрий викликав хвилю обурення в українському суспільстві, багатотисячні мітинги протесту та громадянські кампанії «Займіться ділом, а не язиком!» та «Помста за розкол країни». Також нагороду отримали депутати від Партії регіонів Дмитро Шенцев і Олег Царьов, а також екс-депутат Юрій Болдирєв[4].
- 2014 року нідерландський філолог-славіст і перекладач Ганс Боланд відмовився від запрошення до Росії на церемонію вручення медалі Пушкіна президентом Росії Володимиром Путіним у Кремлі через «ненависть і зневагу до вчинків та переконань російського президента»[5].

## Положення про медаль
Медаллю Пушкіна нагороджуються громадяни за заслуги в області культури та мистецтва, освіти, гуманітарних наук і літератури, за великий внесок у вивчення і збереження культурної спадщини, в зближення і взаємозбагачення культур націй і народностей, за створення високохудожніх образів.
Нагородження медаллю Пушкіна, як правило, проводиться за умови здійснення представленою до нагороди особою суспільно-гуманітарної діяльності протягом 20 років і більше.

### Порядок носіння
- Медаль Пушкіна носиться на лівій стороні грудей і за наявності інших медалей Російської Федерації розташовується після медалі Нестерова.
- Для особливих випадків і можливого повсякденного носіння передбачене носіння мініатюрної копії медалі Пушкіна, яка розташовується після мініатюрної копії медалі Нестерова.
- При носінні на форменому одязі стрічки медалі Пушкіна на планці вона розташовується після стрічки медалі Нестерова.

## Опис медалі
- Медаль Пушкіна зі срібла. Вона має форму кола діаметром 32 мм з опуклим бортиком з обох сторін.
- На лицьовій стороні медалі — профільне (вліво) зображення автопортрета О. С. Пушкіна.
- На зворотному боці медалі, в центрі, — рельєфне зображення підпису О. С. Пушкіна, під ним — номер медалі.
- Медаль за допомогою вушка і кільця з'єднується з п'ятикутною колодкою, обтягнутою шовковою, муаровою стрічкою лазурового кольору із золотистою поздовжньою смужкою. Ширина стрічки — 24 мм, ширина смужки — 2,5 мм. Золотиста смужка відстоїть від правого краю стрічки на 5 мм.

### Планка та мініатюрна копія медалі
- При носінні на форменому одязі стрічки медалі Пушкіна використовується планка висотою 8 мм, ширина стрічки — 24 мм.
- Мініатюрна копія медалі Пушкіна носиться на колодці. Діаметр мініатюрної копії медалі — 16 мм.